# Неологическая синагога (Братислава)
Неологическая синагога в Братиславе (словац. Neologická synagóga v Bratislave) — еврейская синагога, стоявшая на Рыбной площади в Старом городе. Была построена в 1893—1894 годах для неологической еврейской общины. Здание синагоги использовалось общиной до 1942 года, когда начались депортации евреев Словакии в лагеря уничтожения. Здание было передано под хранение старинных книг и рукописей. По окончании Второй Мировой войны выжившие члены еврейской общины использовали здание в качестве синагоги, позднее возникла идея разместить в нём музей еврейской культуры. Но в 1959 году здание было реквизировано под общественные учреждения, а затем передано братиславской студии телевидения. В 1969 году большая часть старинного еврейского квартала Братиславы попала в зону сноса при строительстве нового моста через Дунай, в том числе была снесена и Неологическая синагога. В 1996 году на Рыбной площади на месте, где стояла Неологическая синагога, возведён Мемориал жертвам Холокоста.

## Архитектура
Синагога представляла собой двухэтажное здание. Была построена в восточном (мавританском) стиле, подчёркнутом нарядной яркой облицовкой жёлтыми глазурованными изразцами и полосами красного кирпича. Мавританский стиль был весьма модным течением в архитектуре XIX века, в этом стиле были построены крупнейшие новые синагоги Европы: Большая синагога в Будапеште, Новая синагога в Берлине, киевская синагога Розенберга, Большая хоральная синагога в Санкт-Петербурге. Здание синагоги в Прешбурге было относительно небольшим — 19 на 22 метра, оно было ориентировано с запада на восток. Главной достопримечательностью выступал нарядный широкий фасад с пятью входами с мавританскими арками. Доминирующим архитектурным элементом выступали две восьмиугольные башни, увенчанные куполами, покрытые декоративной глазурованной керамикой. Между башнями по краю кровли были установлены каменные скрижали с Десятью заповедями. Фасад по периметру здания разделяли различные архитектурные элементы — карнизы, пилястры, арочные фризы, многочисленные геометрические орнаменты.
Наибольшее отторжение у ортодоксальной еврейской общины города вызвала установка в новой синагоге органа. Впрочем, это вызывало смущение и у многих членов неологической общины — до сих пор орган был принадлежностью католических храмов. Споры по его присутствию не утихали до середины 1930-х годов, когда руководство общины решило демонтировать причину раздоров.

## История
Строительство новой синагоги в Прешбурге было связано с расколом в еврейской общине в связи с появлением нового реформистского течения — неологизма. Ортодоксальные евреи не принимали многих реформ нового течения, в частности — благосклонности к межнациональным бракам. К неологизму примкнули около 40 % еврейского населения Венгерского королевства. Члены неологического крыла еврейской общины Прешбурга поначалу использовали для молитв здание начальной еврейской школы на Козьей улице, но с ростом численности общины встала задача построить собственную синагогу. После продажи здания начальной школы на вырученные деньги был приобретён трактир на углу Жидовской и Панской улиц, а также жилое здание по соседству, принадлежавшее еврейской купеческой семье Форнгеймов. Но заявка на строительство синагоги на участках этих зданий встретило сопротивление католического прихода собора Святого Мартина, расположенного в непосредственной близости. Собор был долгое время местом коронации венгерских королей и городская комиссия по памятникам категорически возражала против строительства, но городской совет Прешбурга после долгих споров всё же пошёл навстречу неологической общине.
Церемония закладки первого камня состоялась 22 августа 1893 года. Архитектором проекта синагоги стал Диониз Мильх (Давид Лёбл Мильх), подрядчиком строительства выступила строительная фирма известного прешпорского архитектора и строителя Александра Фейглера. Выбор подрядчика был удачным для еврейской общины, так как Александр Фейглер был также председателем городской Торгово-промышленной палаты и членом правления городского сберегательного банка (Prvá prešporská sporiteľna), что значительно облегчало решение возникавших организационных и финансовых проблем. Строительство новой синагоги было завершено в рекордные сроки, уже 25 сентября 1894 года состоялось её торжественное открытие. Первая служба в синагоге состоялась по случаю празднования Рош ха-Шана — еврейского Нового года, 1 октября 1894 года.
Неологическая синагога вместе с общиной благополучно пережила бурные изменения в Европе начала XX века. Разделение неологической общины на венгерскую и словацкую не сказалось на повседневной деятельности синагоги. Трудности начались с началом Второй мировой войны. В начале 1942 года в результате антиеврейских мер правительства Словацкой республики синагога прекратила проведение религиозных служб. В том же году начались депортации еврейского населения. Синагога была реквизирована государством, создавшем в здании хранилище ценных рукописей и книг. Горькая ирония состояла в том, что коллекция сложилась из конфискованного имущества депортированных евреев. После 1945 года и восстановления Чехословакии немногочисленные выжившие евреи попытались восстановить довоенный уклад общины, но в итоге оказалось, что здание было слишком велико для общины, постепенно две общины — ортодоксальная и неологическая воссоединились, раздельные и совместные молитвы велись в синагоге на Гайдуковой улице. Были высказаны идеи устройства в Неологической синагоге мемориала жертвам Холокоста. Приход к власти коммунистического правительства усложнил жизнь общины. Правительство принимало меры по забвению периода независимой Словакии — сателлита гитлеровской Германии, что парадоксальным образом отразилось на инициативах еврейской общины по сохранению памяти о жертвах Холокоста. В 1959 году здание синагоги было реквизировано в собственность государства. Вскоре оно было передано Чехословацкому телевидению. Братиславская студия использовала здание в качестве склада.

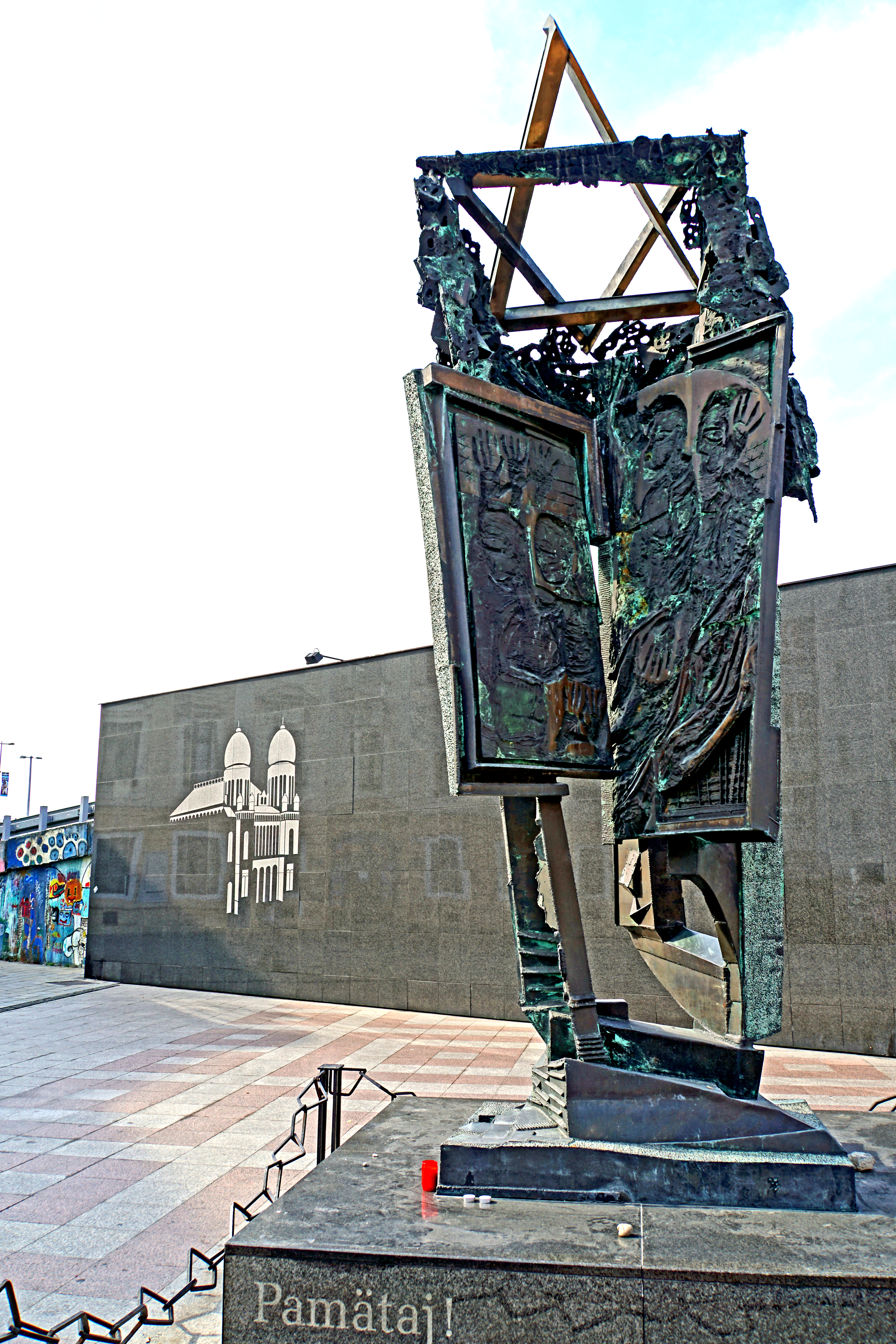
Мемориал жертвам Холокоста

В 1965 году Пражский музей еврейской истории совместно с еврейской общиной Братиславы почти договорились с правительством об открытии в здании братиславского филиала музея. Но после проволочек с передачей синагоги стало известно о планах строительства нового грандиозного моста через Дунай, подъездные пути и развязки к которому по проекту проходили по территории старинного еврейского квартала Братиславы. Общественность бурно возражала против проекта, ведь таким образом уничтожалась значительная часть исторической застройки, Старый город отрезался от Града с Подградьем. Попытки еврейской общины города напомнить, что здание синагоги, также попавшее в зону сноса, является мемориалом в память 70 тысяч погибших евреев, ни к чему не привели. Коммунистические власти фактически довершили трагедию Холокоста, уничтожив вместе с опустевшими после депортаций домами старинного еврейского квартала и зданием синагоги память о некогда многочисленной еврейской общине Прешбурга-Братиславы. Власти предложили перенести здание за счёт общины, но у немногочисленных выживших евреев Братиславы просто не могло быть столь значительных средств для непростого проекта.
В 1996 году изображение Неологической синагоги стало частью мемориала жертвам Холокоста. С 2012 года на месте бывшей синагоги существует также постоянная композиция, повествующая об истории еврейской общины Братиславы и истории Неологической синагоги.